# Kobberstik
Kobberstik er et dybtryk taget af en ridset kobberplade.
I Danmark er en af de betydeligste kobberstikkere J.F. Clemens, 1749-1831, der blandt andet arbejdede efter forlæg af Johannes Wiedewelt, Nicolai Abildgaard, Jens Juel og Johan Henrik Hanck.
Kobberstik er i videre betydning benævnelsen på sådanne kunstblade, som fremkommer ved aftryk på papir af en kobberplade, i hvilken en tegning er enten graveret eller ætset med syre. Ved denne teknik arbejdes altså tegningens linjer ned i kobberpladen, mens man i træsnittet uddyber mellemrummet mellem tegningens linjer, så at disse bliver stående i ophøjet relief over træstokkens grund.
I snævrere betydning betegner kobberstik et aftryk af en plade, der helt eller væsentligt er bearbejdet med gravstikke, i modsætning til raderingen, der fremstilles ved, at tegningen ætses ned i pladen med syre. Dette egentlige kobberstik er her alene genstand for nærmere omtale, idet der såvel for raderingen som for de andre arter af kobberstikteknik (mezzotinte, punktermanér, akvatinte, crayonmanér) henvises til disse artikler.
Kobberstik egner sig ikke som træsnit til illustrationsmiddel, idet det ikke lader sig gengive ved bogtrykkerpressen; det har imidlertid haft overordentlig kunstnerisk betydning, dels som selvstændig kunstart, dels ved reproduktion af andre kunstværker, og i århundredernes løb udvikledes der inden for det en egen fint gennemarbejdet teknik, hvis tilegnelse krævede en betydelig uddannelse. De i pladen indgraverede linjer kan udvides såvel i bredde som i dybde, hvilket gør det muligt at opnå en rig afveksling af overgange fra de dybeste skyggepartier til det højeste lys.
Et kobberstik kendes således fra træsnit på stregernes faste og smidige karakter; det letteste kendetegn er imidlertid pladeranden, der altid er tydelig fremtrædende, når den ikke, som tilfældet var med de fleste samlinger af kobberstik fra 18. århundrede, er skåret bort. Disse egenskaber i forbindelse med den sene fremgangsmåde ved kobbertrykningen bevirker dets forholdsvise kostbarhed.

## Teknik
Kobberstikkets teknik, således som den fuldkommengjordes i det 17. og 18. århundrede, er i korte træk følgende: først trækkes tegningens konturer med en koldnål op på den planslebne, fast udhamrede kobberplade, enten direkte eller ved kalkering på et fernislag og ved derpå følgende ætsning; dernæst udføres tegningen videre med forskellige gravstikke, der under arbejdet skydes skråt fremover fra stikkeren; som hjælpemidler benyttes i lighed med viskelæder ved blyantstegning skrabejern (~ skavejern?) og polerstål; modelering og skygge gives nu først ved enkeltløbende, derefter ved krydsende linjer, der brydes i regelmæssige stregelag, tailler, og under forskellige vinkler; småstreger og punkter benyttes til at give overgangene til det højeste lys, ligesom til gengivelse af karnation, hudfarve, og stoffer.
Skal et maleri gengives i kobberstik, må der tages en skitse efter maleriets spejlbillede, at kobberstik ikke skal blive omvendt, hvilket oftest er tilfældet med ældre stik. Den færdiggraverede plade indgnides efter en let opvarmning med kobbertryksværten, hvorefter den atter aftørres med en ulden bold (tampon) eller bedst med håndens inderflade, således at sværten kun sidder i fordybningerne; et fugtigt papir af en solid tekstur lægges derover, og plade og papir går nu gennem kobbertrykpressen, der består af to flonelsklædte valser, hvorefter aftrykket er færdigt, og samme fremgangsmåde gentages for hvert nyt eksemplar.
- Forskelligt grafisk værktøj til kobberstik og radering

Ved trykningen slides pladen efterhånden, idet de finere arbejder udslibes og mangel på harmoni mellem lys- og skyggepartier opstår; i almindelighed regnes der af en kobberstukken plade at kunne tages højst et par tusind gode aftryk, en plade kan dog forståles, hvor ved den vinder meget i holdbarhed, eller den kan reproduceres ad galvanoplastisk vej og aftryk tages af reproduktionen.

## Historie
Giorgio Vasaris beretning om den florentinske guldsmed Maso Finiguerra, død 1464, som den første, der udførte kobberstik, er for længst omstødt, idet både ældre tyske og nederlandske er påvist. Ligeså lidt som med hensyn til det endnu ældre træsnit taler man nu om en enkelt som "opfinder", da det er øjensynligt, at den idé at tage aftryk af en graveret plade er beslægtet med fremgangsmåden i træsnit og metalsnit og ikke kan tillægges en enkelt person. Øjensynligt stammer kobberstik i ældste tid fra guldsmedenes ansete værksteder og er undertiden udført ikke med gravstikke, men med punsel, en lille stålmejsel. De ældste kobberstik, der kan dateres, er af tysk oprindelse og skyldes en betydelig kunstner, hvis navn er ukendt, men som efter sit hovedværk, en række spillekort, der er fra de første år efter 1440, kaldes Meister der Spielkarten.
Det ældste nøjagtigt daterede i stik er en Kristi Hudflettelse i Berlin-Museet, der bærer årstallet 1446. Allerede i 1400-tallets anden halvdel viser "Mester E.S." fra 1466 og Martin Schongauer en temmelig udviklet teknik, mens mesteren fra Amsterdam-kabinettet indtager en særstilling ved sin lette stregbehandling; i begyndelsen af 1500-tallet kulminerer det tyske kobberstik i Albrecht Dürers glimrende blade. Han efterfølges af de i lille format arbejdende "Kleinmeister".
Blandt de ældste nederlandske stikkere, hvis navne er ukendte, er en af de betydeligste mesteren for Marias Død og, senere, mesteren F.V.B. eller "Mester FVB". Fra begyndelsen af 1500-tallet er den i teknik fremragende dygtige Lucas van Leyden, der påvirkes fra Dürer og Italien. De ældste italienske arbejder stammer antagelig fra midten af 1400-tallet, mens senere i århundredet udmærkede kobberstik er udførte i Antonio del Pollaiuolos og Sandro Botticellis kreds, blandt andet af Cristofano Robetta. I Norditalien er Andrea Mantegnas virksomhed af største betydning, mens blandt venetianerne Giulio Campagnolas maleriske stik må nævnes.
Den største af alle italienske mestre er dog den med Dürer samtidige og af ham påvirkede Marcantonio Raimondi, der især har stukket fortrinlige blade efter Rafael i en simpel og storladen teknik, og hvis arbejde fortsættes i en kraftig, noget grov skole. Derefter trænger i Italien interessen for raderingen kobberstik noget tilbage, indtil Agostino Caracci henimod 1600 som kobberstikker udvikler en ny, bred stil, måske under nederlandsk indflydelse. En lignende kraftigt modellerende, men meget manieret stil, skabes i Holland omkring 1600 af Hendrik Goltzius og hans skole.

### 1600-tallet
I det følgende århundrede træder her kobberstik i betydning ganske tilbage for raderingen; dog bør dygtige stikkere som Jonas Suyderhoef, der især stak efter Frans Hals, og Claes Jansz. Visscher nævnes. I de sydlige Nederlande dannes derimod under Rubens’ mægtige direkte indflydelse en skole af dygtige stikkere, som mest har arbejdet efter Rubens og van Dyck. Blandt dem er Pieter Claesz Soutman, Lucas Vorsterman, Paulus Pontius, brødrene Bolswert (af hvilke Schelte a Bolswert især har stukket en række landskaber af Rubens) og andre.
Fra ca. 1650 indtager Frankrig den ledende plads i kobberstik, og en række stikkere, særlig i portrættet, uddannede under nederlandsk indflydelse, optræder som karakterskildrere af første rang, den i Nederlandene fødte Gérard Edelinck, Robert Nanteuil, brødrene Poilly (François de Poilly, 1623-93 og Nicolas de Poilly, 1626-98), Antoine Masson og Gérard Audran, der gengiver Charles Le Bruns storslåede kompositioner.

### 1700-tallet
Frankrigs førerskab vedvarer ind i 1700-tallet, og Antoine Watteaus værker frembringer elegante stik af B. Audran (formodentlig Benoît Audran den yngre) og Nicolas-Henri Tardieu, mens forskellige kunstnere af familien Drevet og deres elever Jean Daullé, Jacques Firmin Beauvarlet og andre udfører virtuose portrætstik. I miniaturformat arbejder blandt andre Étienne Ficquet.
En virkningsfuld sammensmeltning af radering og kobberstik anvendes af mange stikkere i 18. århundrede, således Jacques-Philippe Le Bas, Delaunay (Robert de Launay 1749-1818 ?) og andre. Allerede hos den tyskfødte Wille (Johann Georg Wille, 1715-1808 ?) udarter linjemanéren til tom virtuositet, denne udvikling fortsættes hos Bervic (Charles-Clément Bervic, 1756-1822 ?), Boucher-Desnoyers (Baron Boucher-Desnoyers, 1779-1857 ?) og andre overfladiske teknikere. I England virkede i 1700-tallet flere, til dels i udlandet fødte, dygtige landskabsstikkere, fortsættende nederlændernes arbejde på dette område, men mod århundredes slutning fortrængtes det egentlige kobberstik af de mange nyopfundne, lettere fremgangsmåder, særlig akvatintestikket. I Italien virkede Giovanni Volpato, Raffaello Sanzio Morghen, Giuseppe Longhi og andre med held for gengivelsen af de gamle italienske mestres arbejder.
I Tyskland virkede i 1700-tallet Georg Friedrich Schmidt og Johann Gotthard von Müller.
I Danmark arbejdede i 1600-tallet Albert Haelwegh, stærkt påvirket fra Nederlandene, med en række meget malerisk behandlede portrætter af datidens kongelige og adelige personer. I 1700-tallet er Johan Martin Preisler og Johann Clemens de betydeligste stikkere, mens blandt svenskerne Per Floding og Jacob Gillberg bør nævnes.